# 蒂娜·赫尔曼
蒂娜·赫尔曼（德語：Tina Hermann，1992年3月5日—），德国女子钢架雪车运动员。她曾代表德国参加国际雪车联合会世界锦标赛，获得七枚金牌和二枚银牌。她也曾参加2018年和2022年冬季奥运会。